# Scleroedema adultorum Buschke
Das Scleroedema adultorum Buschke ist eine seltene, Sklerodermie-artige und grundsätzlich rückbildungsfähige, erworbene Hautkrankheit mit Anreicherung von Muzin in der Haut aufgrund verschiedener Erkrankungen wie Streptokokken- oder Mykoplasmeninfektion, Diabetes mellitus, Paraproteinämien, Karzinoid sowie während einer Schwangerschaft.
Synonyme sind: Sklerödem; Ballonmensch; Buschke Sklerödem; Sklerödem Buschke; lateinisch Cellulitis sclerosiformis extensiva benigna; Scleroedema adultorum;  Scleroedema diabeticorum; Scleroedema Buschke; englisch stiff-man syndrome
Die Bezeichnung bezieht sich auf den Autoren der Erstbeschreibung aus dem Jahre 1990 durch den deutschen Hautarzt Abraham Buschke.

## Ursache und Einteilung
Folgende drei Typen werden unterschieden:
- Typ 1 klassisch nach einer Infektionskrankheit, besonders nach Streptokokken, meist selbstlimitierend verlaufend, bei jüngeren Frauen und Kindern
- Typ 2 ohne vorausgegangene Infektion, bei Paraproteinämie, bei Männern mittleren Alters
- Typ 3 bei Diabetes mellitus und Metabolischem Syndrom, häufig assoziiert mit Adipositas per magna, bei Männern mittleren Alters

## Pathologie
In der Haut erfolgt eine Ablagerung großer Mengen an Muzin (Hyaluronsäure) und eine Verdickung der Bindegewebsfasern. Daraus entsteht eine brettharte Verdickung der Haut im Nacken bis Schultern und oberem Rumpf. Hände und Füße sind ausgespart. Durch die Glykosaminoglykane sind die Kollagenfasern von Haut und Unterhaut auseinander gedrängt. Entlang der Gefäße sind Infiltrate mit Lymphozyten, Plasmazellen und Mastzellen zu finden.

## Klinische Erscheinungen
Je nach Typ unterscheiden sich die klinischen Erscheinungen.
- Typ I (Frauen mittleren Alters und Kinder): Plötzlicher Beginn mit Fieber, Krankheitsgefühl, oberflächlichen, flächenhaften Schwellungen, ödemartig, nicht eindrückbare Haut, Bewegungseinschränkung der Arme bei ballonartig aufgetriebener Haut, auch Gesichtsschwellung möglich. Innere Organe sind meist nicht mitbeteiligt.
- Typ II: wie Typ I, aber ohne vorausgehendes Fieber, Paraproteine sind nachweisbar
- Typ III (Männer mittleren Alters mit Insulin-abhängigem Diabetes mellitus): meist Rücken und Nacken betroffen, oft ohne Krankheitsempfinden.

## Diagnose
Die Diagnose ergibt sich aus dem klinischen Bild und der Anamnese, die Muzinablagerungen können durch Alcianblau-Färbung nachgewiesen werden.

## Differentialdiagnose
Abzugrenzen sind Systemische Sklerose, Eosinophile Fasziitis und andere Muzinosen.

## Therapie
Auch die Behandlung hängt vom Typ ab. Beim Typ I ist keine Behandlung erforderlich, bei den anderen beiden Typen sollte die Grunderkrankung behandelt werden.

## Prognose
Der Typ I ist selbstlimitierend und kann sich nach Monaten bis Jahren wieder vollständig zurückbilden.